# Caernarfon
Caernarfon (tidligere ofte nævnt ved en af de anglifiserede former Caernarvon eller Carnarvon) er en lille by i det nordvestlige Wales. Den er administrationsby for grevskabet Gwynedd. Byen er mest kendt for Caernarfon Castle og de tilstødende bymure, som blev opført af kong Edvard 1. af England som en del af hans erobring af Wales, og det blev derfor senere set som en symbol på Englands dominans over Wales. Edvards arkitekt James af Saint George var inspireret af Konstantinopels mure, da han var en ivrig tilhænger af korstogene.
Befolkningen er for det meste walisisktalende, og byen er et centrum for walisisk nationalisme. I 1911 fik David Lloyd George, som da var parlamentsmedlem for byen, idéen, at prinsen af Wales burde indsættes på Caernarfon Castle. Han mente, at dette kunne dæmpe nationalistiske strømninger og samtidig øge britisk patriotisme. Ceremonien, hvor den fremtidige Edvard 8. blev indsat som prins af Wales, fandt sted 13. juli samme år og medførte et sjældent besøg fra kongefamilien. Dette blev gentaget 1. juli 1969, da prins Charles blev indsat. I den forbindelse kom en række trusler mod arrangementet fra walisiske nationalister, men det hele fandt sted uden uforudsete hændelser.
Royal Welch Fusiliers ('Welch' er en gammel stavemåde i stedet for 'Welsh', 'walisisk') har sit regimentsmuseum i byen.
Caernarfon var vært for den nationale Eisteddfod i 1894, 1906, 1921, 1935, 1959 og 1979. I tillæg blev der afholdt uofficielle nationale eisteddfodau der i 1877 og 1880.